# Cal-Look

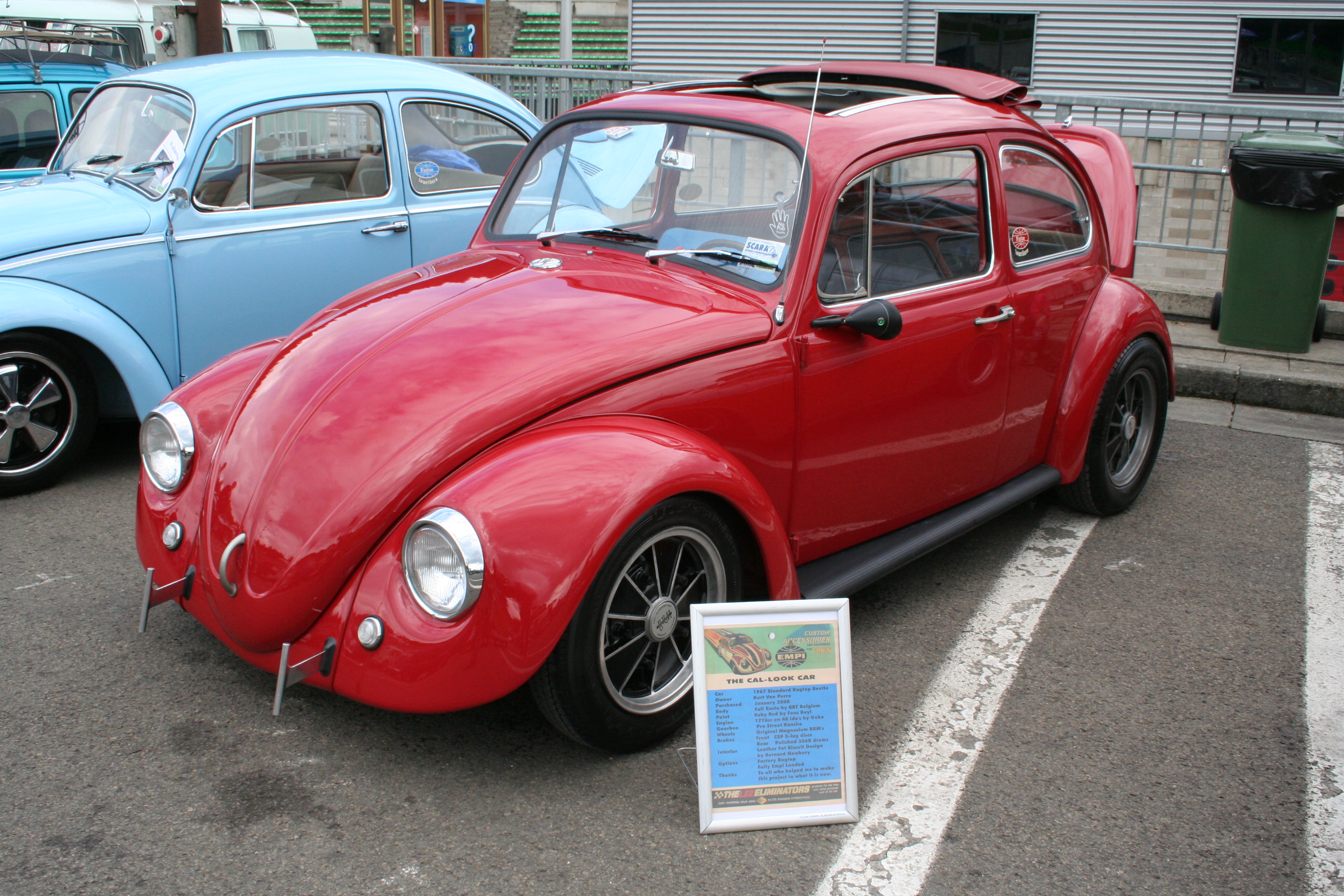
Un Maggiolino in stile Cal-Look.

Con Cal-Look si intende uno stile automobilistico nonché un vero e proprio movimento culturale associato alla autovettura Volkswagen Maggiolino caratterizzato dal motore con raffreddamento ad aria che sia stato modificato con specifiche caratteristiche e miglioramenti in base allo stile nato in California alla fine degli anni '60.

## Modifiche comuni
La volontà di personalizzare una vettura dalle forme classiche e familiari come quelle del Maggiolino spingono i precursori del "Cal-Look" ad utilizzare accessori aftermarket come cerchioni e tendono ad abbassare l'altezza delle sospensioni anteriori con l'uso di ammortizzatori ad aria capaci di variare l'altezza dal suolo del muso così da permettere di passare inosservati davanti alle pattuglie di polizia che spesso li fermavano per constatarne il rispetto delle altezze minime prescritte dalla legge dei fari anteriori dei veicoli. I cerchioni venivano sostituiti e i più usati sono gli Speedwheel BRM in Magnesio o quelli prodotti dalla Porsche, i Fuchs, che venivano montati sulle prime 911. Un'altra modifica esterna tipica del Cal-Look è rappresentata dalla rimozione o dalla sostituzione dei paraurti di serie. Spesso al loro posto vengono montati dei paracolpi chiamati T-bars. Vengono di solito rimosse anche tutte le modanature cromate di serie. In questo modo l'auto assume un aspetto più pulito ed accattivante, grazie anche all'uso di pneumatici ribassati sulle ruote anteriori mentre di tipo a spalla alta montate al posteriore si conferisce un look simile a quello dei Dragster per le gare di accelerazione.
Anche gli interni erano soggetti ad aggiornamenti e variazioni con l'utilizzo di sedili sportivi con struttura in vetroresina o semplicemente prelevati e adattati da altre auto statunitensi, la tappezzeria dei sedili e dei pannelli porta spesso veniva sostituita con del pellame trattato e cucito con uno schema a rombi continui o a fantasia del proprietario della vettura. Spesso la strumentazione era integrata con contagiri abbinati a indicatori per la pressione e la temperatura dell'olio.

## Resto Cal
Lo stile Resto Cal indica la modifica di un Maggiolino che però mantiene l'aspetto di un esemplare di serie. L'unica differenza rispetto ad una vettura di serie è costituita dalle sospensioni più basse. Secondo questo stile è possibile montare sulla vettura il portabagagli per il tetto e anche quello posteriore montato sul cofano. Altri componenti aggiunti sono i parafanghi che coprono lo pneumatico ed i paraspruzzi in gomma, i tergicristalli cromati e diversi specchietti. Spesso vengono cambiati anche i vetri delle luci anteriori e di quelle posteriori. In ogni caso si può procedere ad aggiungere accessori fino ad arrivare ai limiti concessi da questo stile. Sono molti i componenti aftermarket realizzati appositamente per questo stile e spesso le vetture Resto Cal vengono anche chiamate Buckaboo Cars dal nome di un gioco degli anni '80, proprio per la quantità di accessori presenti il cui peso la fa sprofondare nel terreno.

## Cal-Look oggi
Con il tempo lo stile Cal Look è stato applicato anche ad altri modelli di produzione Volkswagen quali il Volkswagen Transporter e la Karmann Ghia o la Kubelwagen 181 tanto per indicare alcuni modelli del gruppo. Anche su queste vetture vengono effettuate modifiche simili come sul Maggiolino ottenendo un look accattivante e personalizzato. Pur non essendo mai stato associato ad altri modelli di vetture che non fossero il Maggiolino raffreddato ad aria questa esportazione delle stile Cal-Look per alcuni indica la sua flessibilità mentre per altri significa che ormai questo stile è diventato formale. Nel Cal-Look oggi ad essere ricercata è proprio la capacità di ripetere i risultati come nelle modifiche fatte negli anni 60 pur cercando di inserire dettagli personali, anche motoristici, nel contesto storico stilistico della tradizione Cal-Look.